# Pops Mensah-Bonsu
Nana Papa Yaw Dwene „Pops“ Mensah-Bonsu (* 7. September 1983 in Tottenham, Greater London) ist ein ehemaliger britischer Basketballspieler ghanaischer Abstammung. Nach dem Studium in den Vereinigten Staaten spielte Mensah-Bonsu meist mit Kurzzeitverträgen in der am höchsten dotierten US-Profiliga NBA. Zudem spielte er in fast allen wichtigen europäischen Ligen in Italien, Spanien, Russland und Frankreich. In der Saison 2011/12 spielte er nahezu eine ganze Saison für den türkischen Verein Beşiktaş Milangaz aus Istanbul, mit dem er neben dem ersten nationalen Double der Vereinsgeschichte auch den europäischen Vereinswettbewerb EuroChallenge gewann, den erst zweiten Titelgewinn einer türkischen Vereinsmannschaft in einem europäischen Wettbewerb. Mensah-Bonsu wurde zum MVP des Final-Four-Finalturniers ernannt.

## Karriere
Mensah-Bonsu wechselte 1999 bereits mit 16 Jahren in die USA und qualifizierte sich wie sein späterer britischer National-Mannschaftskapitän Andrew Sullivan an der „St. Augustine College Preparatory School“ in Richland, New Jersey für ein Studium. Während sein älterer Bruder „Kojo“ (* 1976), ebenfalls ein Nationalspieler für England, an der US-amerikanischen Westküste an der Washington State University studiert und Basketball gespielt hatte, studierte Pops an der Ostküste in Washington, D.C. an der George Washington University, deren Sportmannschaften Colonials in der Atlantic 10 Conference der NCAA organisiert sind und für die einst auch der legendäre Basketballtrainer Red Auerbach aktiv war. 2005 gewann man das Meisterschaftsturnier dieser Conference und 2006 die reguläre Saison. In diesen beiden Jahren war man dann auch für die landesweite Endrunde der NCAA qualifiziert. Nach einer Erstrundenniederlage 2005 erreichte man im darauffolgenden Jahr die zweite Runde, in der man den topgesetzten Blue Devils der Duke University unterlag.
Obwohl nicht in der NBA Draft ausgewählt, bekam Mensah-Bonsu vor Saisonbeginn NBA 2006/07 einen Vertrag beim NBA-Vizemeister Dallas Mavericks. Für den endgültigen Saisonkader wurde er dann nicht berücksichtigt, sondern an das benachbarte texanische Farmteam Fort Worth Flyers in der NBA Development League (D-League) abgegeben. Für die Premiere des All-Star-Games der D-League im Rahmen des NBA All-Star Weekends 2007 wurde Mensah-Bonsu, der in der D-League 2007 ein Double-Double für die Flyers auflegte, für die Mannschaft des Ostens nominiert, die er mit 30 Punkten und sieben Rebounds zum Sieg führte und mit der er zum MVP des Spiels ernannt wurde. Anschließend wurde Mensah-Bonsu auch in die Mannschaft der Dallas Mavericks zurückgerufen, wo er bis Saisonende noch zwölf Spiele absolvierte. Für die folgende Saison verließ Mensah-Bonsu zunächst die USA und wechselte in die Lega Basket Serie A zum italienischen Pokalsieger Benetton aus Treviso. In der Spielzeit 2007/08 verpasste er mit 9,2 Punkten und 8,3 Rebounds ein erneutes Double-Double nur knapp. Die Saison verlief jedoch enttäuschend, da der Verein die Play-offs um die Meisterschaft verpasste, worauf Mensah-Bonsu noch ein Spiel in der spanischen Liga ACB beim Klub aus Granada absolvierte. Mit dem Zwei-Punkt-Heimsieg, bei dem Mensah-Bonsu 22 Punkte und 9 Rebounds erzielte, am letzten Spieltag gegen den Tabellenvierten TAU Cerámica aus dem baskischen Vitoria-Gasteiz konnte sich der Verein gerade so eben den Klassenerhalt sichern.
Für die folgende Spielzeit 2008/09 wurde Mensah-Bonsu dann von Granadas Ligakonkurrenten und spanischen Pokalsieger Joventut aus Badalona verpflichtet. Am zweiten Spieltag im höchsten europäischen Vereinswettbewerb EuroLeague 2008/09 wurde er zum MVP dieses Spieltags ernannt. Nach nur fünf Einsätzen in der Meisterschaft zog sich Mensah-Bonsu eine Schulterverletzung zu und der Vertrag wurde Anfang Dezember 2008 aufgelöst. Anschließend wechselte er erneut in die D-League nach Texas, wo er 2009 für die Austin Toros, dem Farmteam der San Antonio Spurs, acht Spiele absolvierte, bevor er von den Spurs Ende Februar 2009 für drei Spiele in die NBA hochgeholt wurde. Anfang März 2009 wurde er von den Spurs freigegeben und vom Ligakonkurrenten Toronto Raptors verpflichtet, für die er weitere 19 Spiele in dieser Spielzeit markierte. In der Sommerpause 2009 nahm er mit der britischen Nationalmannschaft, die für die Olympischen Spiele 2012 in Mensah-Bonsus Heimatstadt London drei Jahre zuvor neu formiert worden war, an ihren ersten europäischen Titelkämpfen teil. Nach drei Niederlagen in der ersten Runde gegen die späteren Halbfinalteilnehmer Slowenien, Spanien und Serbien schied man frühzeitig aus. Für die Saison 2009/10 wurde er dann vom dritten texanischen NBA-Verein Houston Rockets verpflichtet, bei denen er nach vier Spielen zwei Wochen nach Saisonstart bereits wieder entlassen wurde und dann erneut von den Toronto Raptors aufgenommen wurde. 16 Einsätze später war dann Anfang Januar 2010 auch bei den Raptors Schluss. Für den Rest der Spielzeit bekam Mensah-Bonsu einen Vertrag beim russischen Serienmeister PBK ZSKA aus Moskau, mit dem er das nationale Double holte. In der EuroLeague 2009/10 kam er meist nur zu Kurzeinsätzen und wurde beim abschließenden Sieg im Spiel um den dritten Platz beim Final-Four-Turnier im Pariser Palais Omnisports dann nicht mehr eingesetzt.
Nachdem Mensah-Bonsu für die Spielzeit 2010/11 zunächst als Neuzugang bei Caja Laboral, so der neue Sponsorenname des baskischen Vereins aus Vitoria-Gasteiz, gehandelt wurde, nahm dieser Verein Abstand von weiteren Vertragsverhandlungen, so dass Mensah-Bonsu erneut einen Vertrag in der NBA unterschrieb, diesmal bei den New Orleans Hornets. Auch dieser Vertrag hielt keine ganze Spielzeit; nach sieben Einsätzen entließen ihn die Hornets Anfang Januar 2011. Anschließend spielte Mensah-Bonsu ab Ende Februar 2011 beim französischen Rekordmeister ASVEL aus Villeurbanne in der LNB Pro A. Bei ASVEL wurde er zum besten Spieler der Pro A des Monats März 2011 gewählt. Nach einer erneuten Schulterverletzung in den Playoffs um die französische Meisterschaft, in denen ASVEL in der Halbfinalserie gegen den späteren Meister SLUC Nancy Basket ausschied, verpasste Mensah-Bonsu die EM-Endrunde 2011, wo für die britische Nationalmannschaft wiederum in der ersten Runde nach diesmal zwei Siegen in fünf Spielen Endstation war. In der Spielzeit 2011/12 schloss er sich am neunten Spieltag der Türkiye Basketbol Ligi Anfang Dezember 2011 Beşiktaş Milangaz an, wobei dieser Vertrag auch bis zum Saisonende hielt. Zusammen mit Carlos Arroyo und Zoran Erceg erreichte Mensah-Bonsu für die Basketballmannschaft des Vereins den größten Erfolg ihrer Geschichte, als man ein Triple aus nationalem Double und dem Titelgewinn im dritten europäischen Vereinswettbewerb EuroChallenge errang. Während die nationalen Titelerfolge die jeweils ersten für Beşiktaş waren, war der Erfolg in der EuroChallenge der überhaupt erst zweite Titelgewinn einer türkischen Vereinsmannschaft in einem europäischen Vereinswettbewerb nach dem Gewinn des Korać-Cups 1996 durch Efes Pilsen Istanbul. Mensah-Bonsu kam auf acht Double-Doubles in elf Europapokalspielen und erzielte im Finale 26 Punkte und 20 Rebounds, während sein Mannschaftskamerad im Frontcourt Zoran Erceg 25 Punkte und 15 Rebounds beisteuerte beim 91:86-Finalsieg über Élan Chalon. Mit der britischen Nationalmannschaft als Gastgeber nahm Mensah-Bonsu dann in der Sommerpause 2012 am olympischen Basketballturnier in seiner Heimatstadt London teil, doch erneut schied man nach nur einem Vorrundensieg in fünf Spielen frühzeitig aus.
Für die Spielzeit 2012/13 unterschrieb Mensah-Bonsu einen Vertrag beim dominierenden israelischen Serienmeister Maccabi Electra aus Tel Aviv, doch wegen einer beim olympischen Turnier erlittenen Knieverletzung wurde der Vertrag vor Saisonbeginn wieder aufgelöst, da die Genesung nicht schnell genug voranschritt. Erst im März 2013 unterschrieb Mensah-Bonsu einen neuen Vertrag bei Cajasol aus Sevilla in der spanischen Liga ACB, wo er den verletzten Latavious Williams vertrat. Nach gut einem Monat verließ er den Verein wieder und wechselte in die italienische Serie A zu EA7 Olimpia aus Mailand, die jedoch in den italienischen Meisterschafts-Play-offs früh in der ersten Runde nach sieben Spielen gegen Titelverteidiger Montepaschi Siena ausschieden. Zu Beginn der folgenden Spielzeit 2013/14 kehrte Mensah-Bonsu nach Istanbul zurück, jedoch zu Beşiktaş’ Lokalrivalen und amtierenden Meister Galatasaray SK.
Im Dezember 2014 unterschrieb er einen Vertrag bei AEK Athen. Im April 2015 wurde er nach einem Ligaspiel bei der Dopingkontrolle positiv auf Amphetamine getestet und folgend für zwei Jahre von allen Wettbewerben gesperrt. Nach einer Teilnahme an einem Basketballturnier in den Vereinigten Staaten ließ Mensah-Bonsu im Oktober 2015 verkünden, seine Karriere beendet zu haben.